# Абакаров, Кади Абакарович
Кади́ Абака́рович Абака́ров (26 апреля [9 мая] 1913 — 29 февраля 1948) — участник Великой Отечественной войны, командир отделения, гвардии старшина. Герой Советского Союза (1946).

## Биография
Родился 26 апреля (9 мая) 1913 год в селе Эчеда ныне Цумадинского района Дагестана в крестьянской семье. Тиндинец. Получил начальное образование.
В ряды Красной Армии был призван в феврале 1942 года. В 1944 году вступил в ВКП(б).
17 апреля 1945 года в бою за железнодорожную станцию «Вербиг» (северо-восточнее города Зелов) под командованием Кади Абакарова было отражена контратака танков и штурмовых орудий гитлеровцев. В результате боя группа из четырёх человек под командованием старшины Абакарова уничтожила семь танков, два штурмовых орудия и несколько десятков гитлеровцев, а лично старшина Кади Абакаров уничтожил 5 танков и одно штурмовое орудие.
Указом Президиума Верховного Совета СССР от 15 мая 1946 года за образцовое выполнение боевых заданий командования и проявленные мужество и героизм в боях с немецко-фашистскими захватчиками старшине Абакарову Кади Абакаровичу присвоено звание Героя Советского Союза с вручением ордена Ленина и медали «Золотая Звезда».
В конце 1945 года Кади Абакарович Абакаров был демобилизован.
Работал в средней школе села Агвали Цумадинского района, затем заведовал районным торговым отделом, сберегательной кассой.
Умер 29 февраля 1948 года.

## Награды
- Медаль «Золотая Звезда» Героя Советского Союза № 9094;
- орден Ленина;
- орден Красного Знамени;
- медали.

## Память
- В родном селе именем Кади Абакаровича Абакарова назван колхоз.